# Irsai Vera
Irsai Vera, férjezett Janovits Ferencné (Budapest, Terézváros, 1908. október 12. – Budapest, 1971. december 7.) zenepedagógus.

## Élete
Irsai Ervin (1881–1954) gépészmérnök és Herzfeld Ilona gyermekeként született zsidó családban. 1913-ban édesanyjával együtt kikeresztelkedett az unitárius vallásra. Középiskolai tanulmányait a Budapesti VI. Kerületi Magyar Királyi Felsőbb Leányiskola és Leánygimnáziumban, illetve a Fodor Zeneiskolában végezte. A Liszt Ferenc Zeneművészeti Főiskolán 1932-ben szerzett zongoratanári oklevelet, majd a második világháború végéig magánórákat adott. Cikkei megjelentek a Pesti Naplóban és a Jövő Útjain című pedagógiai lapban.
A háború után rövid ideig fővárosi zeneiskolai tanárként, majd szakfelügyelőként dolgozott. Ekkor kezdett úttörő jelentőségű szolfézskiadványokat összeállítani. 1949-ben alapítótagja volt a Magyar Zeneművészek Szövetségének és részt vett az Országos Zenepedagógus Szakosztály létrehozásában is. A következő években megszervezte a Fővárosi Zeneiskola Szervezetet, amelynek 1952-től igazgatója volt 1968-as nyugdíjba vonulásáig. Az 1959 májusától megjelenő Parlando című zenepedagógiai folyóirat szerkesztőbizottságának tagja volt.
Szakcikkei és tanulmányai zenei szaklapokban jelentek meg.
Házastársa Janovits Ferenc Gábor (1901–?) okleveles gépészmérnök volt, Janovits Pál újságíró és Keményffi Etelka fia, akihez 1933. november 17-én Budapesten, a Terézvárosban ment nőül. Férje esküvői tanúja Vészi József író, újságíró volt.
A Farkasréti temetőben helyezték végső nyugalomra.

## Művei
- Zenei előképző : a hangszertanítást megelőző csoportos zenei oktatás kézikönyve (Budapest, 1947)
- Szolfézs Példatár 1-2., Alsófok (Agócsy Lászlóval, Szőnyi Erzsébettel, 1952/53)
- Jegyzetek a szolfézs példatár 1. kötetéhez (Budapest, 1953, 2. kiadás: Budapest, 1956)

## Díjai, elismerései
- Magyar Népköztársasági Érdemérem bronz fokozata (1952)
- Munka Érdemrend arany fokozata (1968)[8]